# ناحیه قورایه
ناحیه قورایه (به عربی: دائرة قورایة) یک ناحیه در الجزایر است که در استان تی‌پازه واقع شده‌است.